# توماس إي. كولمان
توماس إي. كولمان (بالإنجليزية: Thomas E. Coleman)‏ هو سياسي أمريكي، ولد في 1893، وتوفي في 1964 بسبب سرطان. حزبياً، نشط في الحزب الجمهوري.